# منطقه دونگچنگ
منطقه دونگچنگ (به چینی: 东城区، به پین‌یین: Hépíng Qū) یک منطقهٔ شهرداری تابع شهر پکن، پایتخت  جمهوری خلق چین است.
«دونگچنگ» در زبان چینی به معنی «شهر شرقی» می باشد و اراضی آن، شامل نیمهٔ شرقی «شهر قدیمی» پکن در قلب این شهر بزرگ می باشد. نیمهٔ دیگر «شهر قدیمی» پکن را منطقه شیچنگ در بر می‌گیرد.

## خصوصیات
منطقه دونگچنگ ۴۰٫۶ کیلومترمربع مساحت و ۹۱۹٬۰۰۰ نفر جمعیت دارد.